# Marie Empress
Marie Empress, pseudonimo di Mary Ann Louisa Taylor (Birmingham, 26 marzo 1884 – Oceano Atlantico, 26 ottobre 1919, scomparsa in mare), è stata un'attrice britannica.
Famosa attrice di vaudeville e del cinema muto, durante gli anni 1910 girò numerose pellicole, tutte andate perdute. Scomparve nel 1919 durante un viaggio in nave, ed è per questo creduta morta suicida.

## Biografia

### Carriera teatrale
Le origini della futura attrice non sono note con certezza, poiché per farsi pubblicità lei stessa creò un fitto alone di mistero attorno alla sua figura. Proveniva da una famiglia della piccola borghesia di Birmingham, ed era forse discendente del famoso attore teatrale vittoriano Edmund Kean, ma il fatto non è certo. Nel 1902 sposò un dentista, William Horton, ma i due erano separati già nel 1906 per la volontà della donna di dedicarsi al teatro. La sua prima comparsa documentata fu in una serie di spettacoli teatrali nella Colonia del Capo (odierno Sudafrica) nel 1907. Mary Taylor, adottando lo pseudonimo di Marie Empress, emerse quindi negli anni 1900 nel panorama teatrale britannico, recitando prevalentemente in popolari vaudeville e distinguendosi nell'impersonare ruoli maschili, ed era per questo ritenuta molto abile nel travestimento.
Nel giro di poco tempo, favorita dall'impresario teatrale Henry B. Harris, Marie Empress divenne estremamente famosa nel mondo anglosassone, recitando sia nel Regno Unito che negli Stati Uniti. Dopo una serie di recite fallimentari si ritirò temporaneamente dalle scene; si stabilì negli Stati Uniti e divenne una cinofila, partecipando a diversi concorsi per cani. Altre sporadiche collaborazioni con Harris non ebbero successo, e la morte dell'impresario teatrale nel naufragio del Titanic del 1912 troncò ogni ulteriore sostegno all'ormai ex-attrice; per un certo periodo sembrò quindi che la carriera di Marie Empress fosse terminata.

### Carriera cinematografica
Determinata a rientrare in scena, l'attrice si interessò allora al nascente cinema muto, e nel 1915 partecipò ai suoi primi film, Old Dutch e When We Were Twenty-One. Soprattutto il successo della seconda pellicola fece affermare Marie Empress, che da allora divenne una sex symbol e fu associata all'archetipo della vamp. Altri suoi successi furono The Stubbornness of Geraldine e The Woman Pays, sempre del 1915.
Nel 1917 aveva ormai girato una dozzina di pellicole, tornando ad essere estremamente popolare. Si recò allora in tour nella nativa Gran Bretagna e tornò a recitare nei vaudeville, rimanendo in patria fino al 1919 a causa del protrarsi della prima guerra mondiale. Nel 1918 divorziò infine da William Horton. Tornato sicuro il viaggiare per mare dopo la fine della guerra sottomarina indiscriminata, alla fine del 1919 l'attrice decise di tornare in America per prendere parte a nuovi film.

### Scomparsa e memoria
Il 19 ottobre 1919 Marie Empress si imbarcò sul transatlantico Orduña della Cunard Line, che sarebbe dovuto giungere a New York il successivo 27 ottobre. Durante la traversata dell'oceano Atlantico molti passeggeri riconobbero l'attrice, che spiccava per il suo abbigliamento stravagante: per tutto il viaggio ella rimase infatti vestita completamente di nero, come se portasse il lutto. Il 25 ottobre la nave fece scalo ad Halifax, e per un breve lasso di tempo Marie Empress scese a terra per mandare un telegramma all'albergo che l'avrebbe dovuta ospitare a New York.

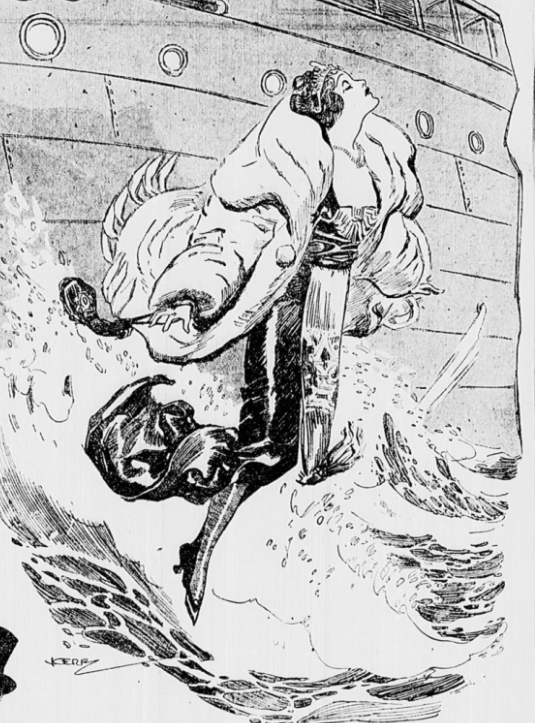
Marie Empress si getta in mare (illustrazione giornalistica dell'epoca)

Quella sera stessa, mentre l'Orduña navigava tra Halifax e New York, Marie Empress venne vista per l'ultima volta da un cameriere, che le portò un bicchiere d'acqua. La mattina successiva, non avendola vista comparire né per la cena né per la colazione, lo stesso cameriere la andò a cercare, trovando la sua cabina vuota e il letto in ordine (segno che non vi aveva dormito), non riuscendo poi a rintracciarla in nessun luogo della nave. Vennero quindi iniziate le ricerche per trovarla, ma mancando qualsiasi sua traccia si ipotizzò che fosse caduta in mare nella notte tra il 25 e il 26 ottobre, accidentalmente o volontariamente.
La scomparsa di Marie Empress causò un enorme clamore mediatico, e sui quotidiani dell'epoca si fece presto strada l'ipotesi che l'attrice non fosse realmente morta e che avesse simulato la propria scomparsa solo per farsi pubblicità, sfruttando le sue grandi doti nel travestimento per sbarcare inosservata a New York (anche se nessuno l'aveva mai vista lasciare la propria cabina la sera della scomparsa). Alcuni invece sostennero che non fosse mai salita sul transatlantico e che avesse invece ingaggiato una sosia per architettare l'inganno, rimanendo lei nel frattempo in Gran Bretagna. Non credendo alla tesi della morte accidentale o del suicidio, il pubblico statunitense si aspettava una spettacolare ricomparsa dell'attrice entro breve tempo.
Marie Empress tuttavia non ricomparve, e nessuno reclamò mai i suoi bagagli e i suoi oggetti personali. Alcuni allora credettero che avesse volontariamente architettato la propria scomparsa per abbandonare la carriera attoriale e vivere nell'anonimato. Non avendo più sue notizie, l'8 novembre 1921 l'attrice venne dichiarata legalmente deceduta. In breve tempo la fama di Marie Empress si dissipò e venne dimenticata, complice anche la progressiva perdita delle pellicole da lei girate.